# Кавур (Италия)
Кавур (итал. Cavour) — коммуна в Италии, располагается в регионе Пьемонт, в провинции Турин.
Население составляет 5512 человека (2008 г.), плотность населения составляет 112 чел./км². Занимает площадь 49 км². Почтовый индекс — 10061. Телефонный код — 0121.
Покровителем коммуны почитается святой Лаврентий, празднование в первое воскресение августа.

## Демография
Динамика населения:

## Администрация коммуны
- Официальный сайт: http://www.comune.cavour.to.it/